# Saint-Georges-de-Longuepierre
Saint-Georges-de-Longuepierre era una comuna francesa que estaba situada en el departamento de Charente Marítimo, de la región de Nueva Aquitania, que el 1 de enero de 2025 pasó a formar parte de la comuna nueva de Rives-de-Boutonne como comuna delegada.

## Demografía
| Gráfica de evolución demográfica de Saint-Georges-de-Longuepierre entre 1800 y 2022 |
|                                                                                     |

Los datos demográficos contemplados en este gráfico de la comuna de Saint-Georges-de-Longuepierre se han cogido de 1800 a 1999 de la página francesa EHESS/Cassini, y los demás datos de la página del INSEE.